# IC 3147/2
IC 3147/2 је лентикуларна галаксија у сазвијежђу Дјевица која се налази на листи објеката дубоког неба у Индекс каталогу.
Деклинација објекта је + 12° 1' 6" а ректасцензија 12h 19m 18,7s. Привидна величина (магнитуда) објекта IC 3147 износи 15,0 а фотографска магнитуда 16,0. IC 31472 је још познат и под ознакама MCG 2-31-92, CGCG 70-7, VCC 337, PGC 39643.